# 大塚勝久
大塚 勝久（おおつか かつひさ、1943年4月27日 - ）は、日本の実業家。匠大塚代表取締役会長。
大塚家具創業者で、同社代表取締役社長、代表取締役会長を歴任。

## 人物

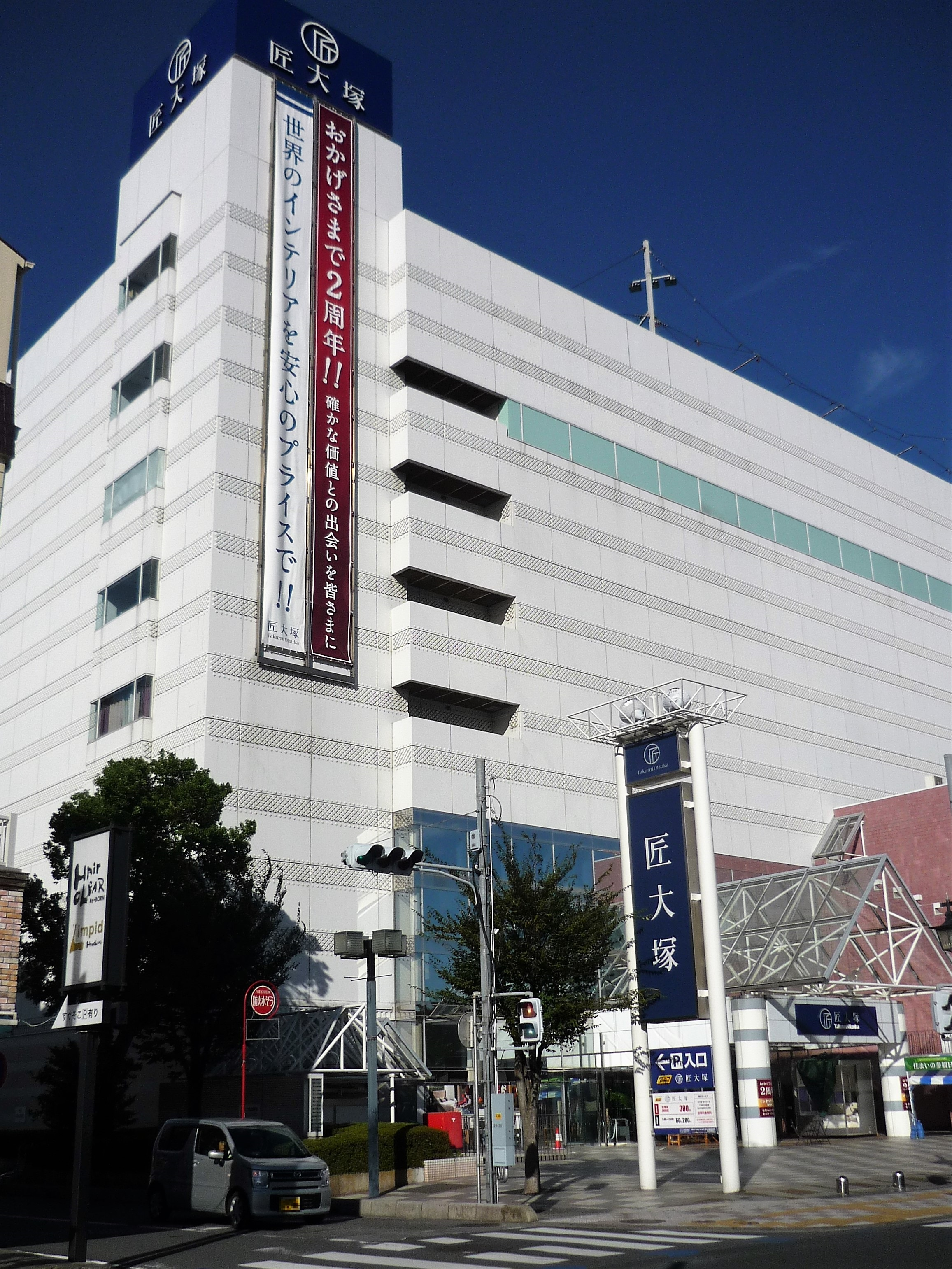
匠大塚 春日部本店

埼玉県春日部市出身。1963年に家業の手伝いをしながら埼玉県立春日部高等学校定時制を卒業。幼少時から桐箪笥職人だった父・大塚千代三の仕事を手伝い、中学校までに調達、販売、資金調達、経理、税務などの業務を一通り経験した。1969年、父が1928年に春日部に作った工房をもとに、社員24名で株式会社大塚家具センター（現大塚家具）を創業し、春日部駅西口に春日部店を開店させた。1978年には株式会社大塚家具が株式会社大塚家具センターを吸収合併し、東京店を開店。以降、大阪市、名古屋市、福岡市、仙台市など全国に店舗を開き、積極的な広告宣伝及び店員が1対1で接客する独自の接客方法などで業容を拡大した。
しかし、その後住宅需要の低迷や、ニトリ・イケアといった「新興勢力」の台頭により業績が低迷し、2009年に長女大塚久美子に社長職を譲り、自身は代表取締役会長に退いた。この人事について、「この子に任せればうまくいくと思ってきた」と述べている。ところが、2014年に取締役会が長女の大塚久美子社長を解任し、代表取締役社長に復帰した。その後、16人いた店長のうち10人を解任するなどの前社長派とみられる幹部に対する粛清人事や、7億円に及ぶ宣伝広告費の積み増し、故郷春日部における5000坪の土地購入などが次々と行われた。これらの決定に対し、2015年1月15日、全社外役員である社外取締役3名及び、社外監査役3名の連名で、取締役会付議やコンプライアンス体制の強化、経営における合理性の確保などを求める要望書が出され、同日、元さくら銀行（現三井住友銀行）専務取締役の中尾秀光社外取締役が辞任した。
役員による要望書提出から約2週間後の2015年1月28日に、4対3の賛成により取締役会で社長を解任され、再び代表取締役会長専任に戻った。この取締役会で取締役を務めていたのは大塚勝久会長兼社長、長男の大塚勝之専務、長女の大塚久美子前社長、経営学者の阿久津聡一橋大学大学院教授、弁護士の長沢美智子元学習院大学大学院教授、及び元大塚家具従業員で娘婿の佐野春生流通本部長と、同じく元従業員の渡辺健一営業副本部長であったが、勝久会長側についたのは、長男の勝之専務及び渡辺営業本部長とされ、このような人事の背景には、経営方針を巡る創業家内での対立やプロキシーファイトがあった。
大塚久美子社長の誕生日前日に当たる2015年（平成27年）2月25日、長男の大塚勝之取締役専務らとともに記者会見を開き、「今まで経営で失敗したことはない」などとし、自身を社長に復帰させるように求めた。また長女の大塚久美子社長に対し「娘は、私のやることの半分は反対してきた。反対するのは会社のことがよくわかっているからだと思っていた。しかし、それが間違っていた。」などと批判し、退任を求めるとともに、次男、次女、三女などが社長側についていることに関し「何人かの悪い子供を作った。」と述べ、民事訴訟を提起したことも明らかにした。社長から解任されたことについては、取締役を務める三女の夫の裏切りによるものであるとし、「三女の家庭は目をかけてきたのになぜ反対したのかわからない。クーデターだと思っているが、社員はテロだといっている。」などとし、長男の大塚勝之取締役専務も「身内に裏切られた。」とこれに同調した。
2015年3月、有明の大塚家具本社で開催された株主総会に出席し、「クーデターによって1月28日、社長の座を奪われた大塚でございます。」と述べたのち、「まだ10年、いや20年、私はできると思う。」などとして、自身の社長復帰を求めた。また取締役候補となっていた娘婿の佐野春生取締役に対して、「クーデターの本人だ。」と批判した。その後の採決で勝久会長の提出した「第5号議案」は否決され、総会終了時に代表取締役会長及び取締役から任期満了により退任した。また長男の大塚勝之取締役専務も退任する一方、社長側についていた次男の大塚雅之執行役員が取締役に昇格した。
大塚家具を去った勝久は、長男の勝之らと共に「匠大塚株式会社」を設立。当初は東京・日本橋を拠点にインテリアの総合プロデュースを手がけていたが、2016年（平成28年）6月29日、春日部市の西武百貨店春日部店（元・ロビンソン百貨店春日部店）跡地に「匠大塚 春日部本店」をオープンさせて、家具小売業に復帰した。
2019年には、久美子が家具業界団体「『スローファニチャー』の会」（4月27日付で設立）の発起人を務めたことに伴って、設立の前日（26日）に久美子とおよそ4年振りに再会。その席で久美子から同会名誉会長への就任を要請されたが、「（匠大塚の）創業時から協力を頂いているメーカーへの感謝の気持ちを大切にしたい」という理由で、翌5月に要請を固辞した。また、大塚家具は業績の回復に至らないまま、12月12日付でヤマダ電機（現・ヤマダホールディングス）の傘下に入り、2022年4月30日の営業を最後に法人としての幕を下ろした。

## 略歴
- 1943年4月 埼玉県春日部市生まれ
- 1963年4月 埼玉県立春日部高等学校定時制課程卒業
- 1969年3月 株式会社大塚家具センター（現大塚家具）設立、同代表取締役社長
- 1972年8月 株式会社桔梗（現大塚家具）設立、同代表取締役社長[18]
- 1985年9月 株式会社ききょう企画設立[19]
- 2009年3月 株式会社大塚家具代表取締役会長
- 2014年7月 株式会社大塚家具代表取締役会長兼社長
- 2015年1月 株式会社大塚家具代表取締役会長
- 2015年3月 株式会社大塚家具取締役 任期満了退任、代表取締役会長 退任
- 2015年7月 匠大塚株式会社設立、同代表取締役会長[20]

## 親族
妻の千代子との間に5人の子供。大塚家具代表取締役社長の大塚久美子は長女。長男大塚勝之は大学卒業後、大塚家具取締役専務執行役員営業本部長などを経て、匠大塚代表取締役社長を務める。長男の家に男子が生まれたことから、直系の孫に大塚家具を継がせるため、長女が社長から退任させられたとされる。大塚家具取締役営業副本部長の大塚雅之は次男、大塚家具取締役流通本部長の佐野春生は娘婿（三女の夫）。次女の舞子は大塚家一族の資産管理会社「ききょう企画」社長。
仕事仲間に会うたびに長女を自慢したり、長女の誕生日に店舗をオープンしたりするなど、長女をかわいがっていたとされるが、社長解任騒動などで対立したのちは、「久美子は何でも私に反対。今も反抗期だ。」などと厳しく批判している。なお、大塚家具の経営にあたっては同族経営といわれないよう、個人と会社の問題を分けて考えてきたとする。